# Jamey Driscoll
James "Jamey" Driscoll (né le 11 novembre 1986) est un coureur cycliste américain, spécialiste du cyclo-cross.

## Palmarès en cyclo-cross
- 2003-2004
  -  Champion des États-Unis de cyclo-cross juniors
- 2008/2009
  - Nittany Lion Cross, Fogelsville
  - Catamount Grand Prix, Williston
  - Schoolhouse Cyclocross, East Montpelier
  - The Cycle-Smart International 1, Northampton
  - The Cycle-Smart International 2, Northampton
  - Baystate Cyclocross, Sterling
  - NBX Grand Prix of Cross #1, Warwick
  - NBX Grand Prix of Cross #2, Warwick
- 2009-2010
  - Cross Vegas, Las Vegas
  - The Cycle-Smart International 2, Northampton
- 2010-2011
  - Carousel Volkswagen Jingle Cross Rock presented by Scheels 1, Iowa City
  - Carousel Volkswagen Jingle Cross Rock presented by Scheels 3, Iowa City
- 2011-2012
  - Jingle Cross Rock 1, Iowa City
- 2012-2013
  - New England Cyclo-Cross Series #2 - Catamount Grand Prix 2, Williston
  - Cross After Dark Series #4 - CXLA Weekend 1, Los Angeles
  - Harbin Park International, Cincinnati
  - Jingle Cross Rock 1, Iowa City
  - Chicago Cyclocross Cup New Year's Resolution 2, Bloomingdale
  - 3e du championnat des États-Unis de cyclo-cross
- 2014-2015
  - Gateway Cross Cup (1), Saint-Louis
  - Cincy3 Darkhorse, Covington
  - Jingle Cross (3), Iowa City
  - CXLA Weekend (1), Los Angeles
  - CXLA Weekend (2), Los Angeles
  - Waves for Water Cyclo-cross Collaboration (1), Tacoma
- 2015-2016
  - US Open of Cyclocross #1, Boulder City
  - CXLA Weekend #1, Los Angeles
  - CXLA Weekend #2, Los Angeles
  - Jingle Cross #3, Iowa City
  - Resolution 'Cross Cup #1, Dallas
  - Resolution 'Cross Cup #2, Dallas
  - Highlander 'Cross Cup #1, Waco
  - Highlander 'Cross Cup #2, Waco
  -  Médaillé d'argent aux championnats panaméricains de cyclo-cross
- 2016-2017
  - Resolution 'Cross Cup #1, Dallas
  - 2e du championnat des États-Unis de cyclo-cross
- 2017-2018
  - US Open of Cyclocross #1, Boulder City
- 2018-2019
  - Charm City Cross #2, Baltimore
- 2019-2020
  -  Médaillé de bronze du championnat panaméricain de cyclo-cross

## Palmarès sur route

### Par années
- 2004
  - 6e et 7e étapes du Tour de l'Abitibi (juniors)
- 2008
  - 3e étape du Tour de Pennsylvanie
- 2010
  - 3e étape de la Killington Stage Race
  - 2e de la Killington Stage Race

### Classements mondiaux
| Année            | 2008 | 2009 | 2010 | 2011 |
| ---------------- | ---- | ---- | ---- | ---- |
| UCI America Tour | 254e |      |      | 363e |